# Королівський полк артилерії
Королівський полк артилерії (англ. Royal Regiment of Artillery), незважаючи на назву, — рід військ Британської Армії (Сухопутні війська Великої Британії). Складається з полків королівської кінної артилерії й полків королівської артилерії. Також має у своєму складі гвардійський підрозділ, який використовують для церемоніальних цілей. Один з артилерійських полків, Почесна артилерійська рота — є найстарішим чинним полком Британської армії.

## Полки королівської кінної артилерії

### Гвардійські полки
Її Величності загін королівської кінної артилерії (англ. King's Troop Royal Horse Artillery)

### Армійські полки
- 1-й полк королівської кінної артилерії (англ. 1st Regiment Royal Horse Artillery)
- 3-й полк королівської кінної артилерії (англ. 3rd Regiment Royal Horse Artillery)
- 7-й парашутний полк королівської кінної артилерії (англ. 7th Parachute Regiment Royal Horse Artillery)

## Полки королівської артилерії

### Регулярна армія
- 4-й полк королівської артилерії (англ. 4th Regiment Royal Artillery)
- 5-й полк королівської артилерії (англ. 5th Regiment Royal Artillery)
- 12-й полк королівської артилерії (англ. 12th Regiment Royal Artillery)
- 16-й полк королівської артилерії (англ. 16th Regiment Royal Artillery)
- 19-й полк королівської артилерії (англ. 19th Regiment Royal Artillery)
- 26-й полк королівської артилерії (англ. 26th Regiment Royal Artillery)
- 29-й диверсійно-десантний полк королівської артилерії (англ. 29th Commando Regiment Royal Artillery)
- 32-й полк королівської артилерії (англ. 32th Regiment Royal Artillery)
- 39-й полк королівської артилерії (англ. 39th Regiment Royal Artillery)
- 40-й полк королівської артилерії (англ. 40th Regiment Royal Artillery)
- 47-й полк королівської артилерії (англ. 47th Regiment Royal Artillery)

### Територіальна армія
- 100-й полк королівської артилерії (англ. 100th Regiment Royal Artillery)
- 101-й полк королівської артилерії (англ. 101st Regiment Royal Artillery)
- 102-й полк королівської артилерії (англ. 102nd Regiment Royal Artillery)
- 103-й полк королівської артилерії (англ. 103rd Regiment Royal Artillery)
- 104-й полк королівської артилерії (англ. 104th Regiment Royal Artillery)
- 105-й полк королівської артилерії (англ. 105th Regiment Royal Artillery)
- 106-й полк королівської артилерії (англ. 106th Regiment Royal Artillery)

## Почесна артилерійська рота
Почесна артилерійська рота (англ. Honourable Artillery Company) — є найстарішим чинним полком Британської армії.

## Військовий оркестр
Оркестр королівської артилерії (англ. Royal Artillery Band)

## Техніка та озброєння
| Тип                                                            | Виробництво     | Призначення                                 | Кількість   | На озброєнні |             |
| Системи ППО                                                    | Системи ППО     | Системи ППО                                 | Системи ППО | Системи ППО | Системи ППО |
| -------------------------------------------------------------- | --------------- | ------------------------------------------- | ----------- | --- | ----------- |
| Rapier Field Standard C (FSC)                                  | Велика Британія | ЗРК малої дальності                         | немає даних | 16-й полк королівської артилерії |             |
| Starstreak High Velocity Missile                               | Велика Британія | ЗРК малої дальності                         | немає даних | *12-й полк королівської артилерії - 47-й полк королівської артилерії |             |
| Артилерійські системи                                          |                 |                                             |             | |             |
| AS90                                                           | Велика Британія | САУ 155 мм                                  | немає даних | *1-й полк королівської кінної артилерії - 3-й полк королівської кінної артилерії - 4-й полк королівської артилерії - 19-й полк королівської артилерії - 26-й полк королівської артилерії |             |
| L118 Light Gun                                                 | Велика Британія | рухома (буксир) гаубиця 105 мм              | немає даних | *7-й парашутний полк королівської кінної артилерії - 29-й диверсійно-десантний полк королівської артилерії - 40-й полк королівської артилерії                                            |             |
| M270 MLRS                                                      | США             | РСЗВ                                        | немає даних | 39-й полк королівської артилерії |             |
| Системи спостереження                                          |                 |                                             |             | |             |
| Lockheed Martin Desert Hawk                                    | США             | розвідувальний БПЛА                         | немає даних | 32-й полк королівської артилерії |             |
| Mobile Artillery Monitoring Battlefield Asset (MAMBA)          | Велика Британія | мобільний артилерійський радар              | немає даних | 5-й полк королівської артилерії |             |
| Man-portable Surveillance and Target Acquisition Radar (MSTAR) | Велика Британія | переносний радар спостереження та наведення | немає даних | Почесна артилерійська рота |             |